# Castello di Cadeo
Il castello di Cadeo è un castello situato nel comune italiano di Cadeo, in provincia di Piacenza. È posto in piena Pianura Padana lungo la via Emilia, vicino all'Hospitale per i pellegrini fondato nel 1122 dal piacentino Ghisulfo.

## Storia
La prima citazione del castello risale al 19 luglio 1307 quando nelle sue vicinanze si accamparono, cinquecento fanti e ottocento cavalieri guidati dal parmense Giberto III da Correggio che avevano raggiunto il Piacentino in supporto a Lancillotto Anguissola che era sotto attacco de parte delle truppe fedelli alla famiglia Da Fontana.

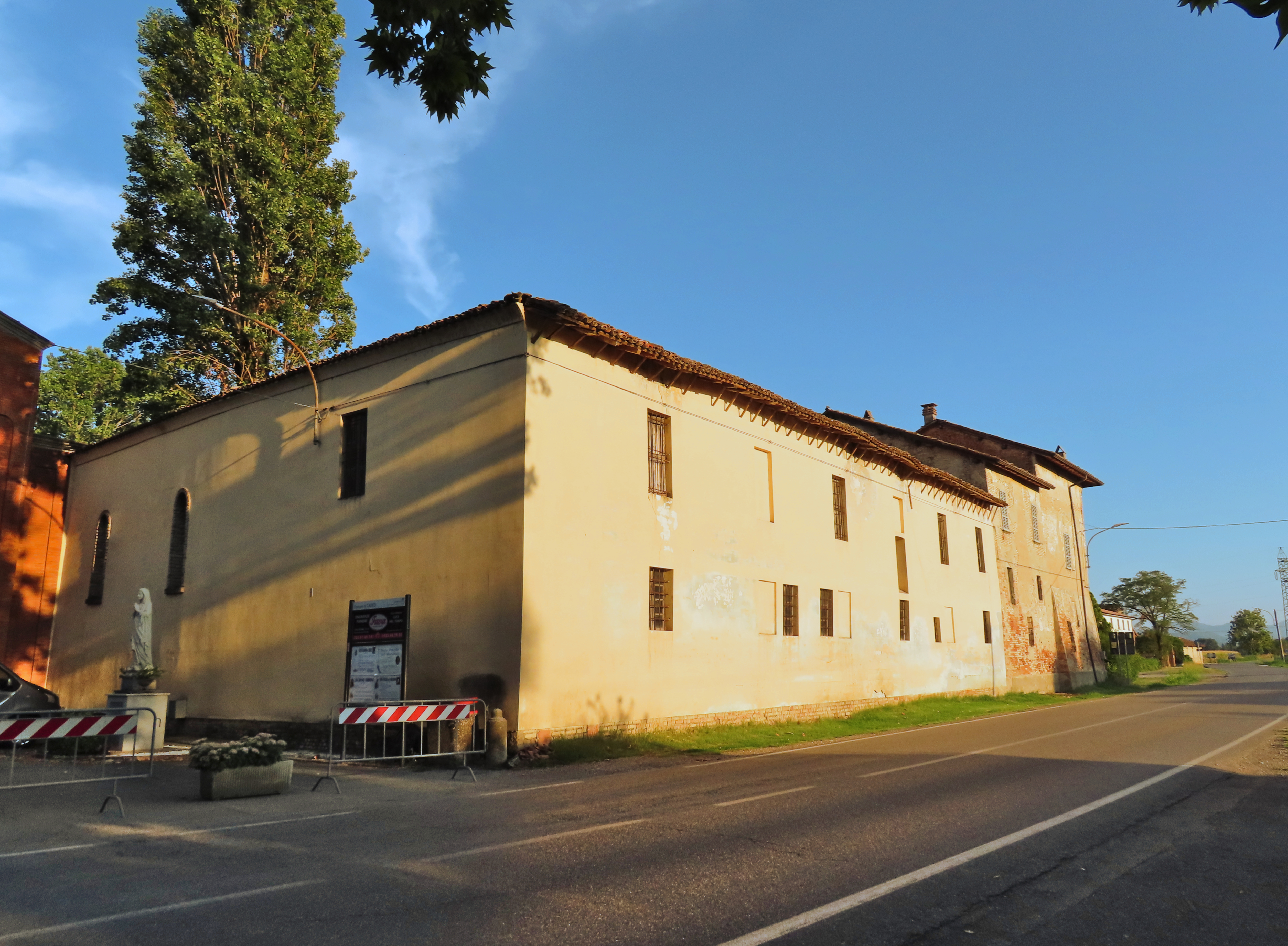
Lati nord e ovest del castello

Tre anni più tardi il forte fu dato alle fiamme per ordine di Alberto Scoto, come vendetta nei confronti dei ghibellini che avevano lasciato la città di Piacenza. L'edifcio fu poi ulteriormente raso al suolo nel 1336 da Azzo Visconti.
Nel 1449 il castello fu completamente distrutto dalle truppe del capitano Angelo Sanvitale, impegnate a supporto del Piccinino nel conflitto contro il duca di Milano Francesco Sforza. Nel 1477 Cadeo era inclusa nelle pertinenze dei canonici lateranensi, mentre successivamente non si hanno più notizie relativamente all'edificio.
Negli ultimi anni del XVIII secolo la proprietà del castello passò all'Opera Pia del Collegio Alberoni, che subentrò nella conduzione di diversi beni dei canonici di Sant'Agostino.
Nei primi anni del XIX secolo fu ritrovata nel fossato una porzione di marmo, probabilmente originaria del Medioevo con decorazioni rappresentanti i vizi e le virtù illustrate da Gian Battista Anguissola.
La gestione dell'edificio è stata concessa dal collegio alberoniano alla famiglia Lambertini.

## Struttura
La struttura, a due piani, presenta una pianta a forma di U con un cortile di ampie dimensioni; del complesso originale permane la torre d'ingresso, la quale presenta finestre con archi a tutto sesto e i resti del ponte levatoio. Nell'androne sono presenti due feritoie che si aprono ai lati della torre.
Annessa al complesso si trova la parrocchiale di San Pietro Apostolo, il cui campanile, a pianta quadrata, è frutto del rifacimento di una delle torri del castello, del quale la chiesa stessa è posta a chiusura della cinta muraria sul lato settentrionale.
All'interno, parzialmente ristrutturato, sono presenti diverse sale di grandi dimensioni con soffitti a cassettoni e volte.